# Manuel de Saralegui y Medina

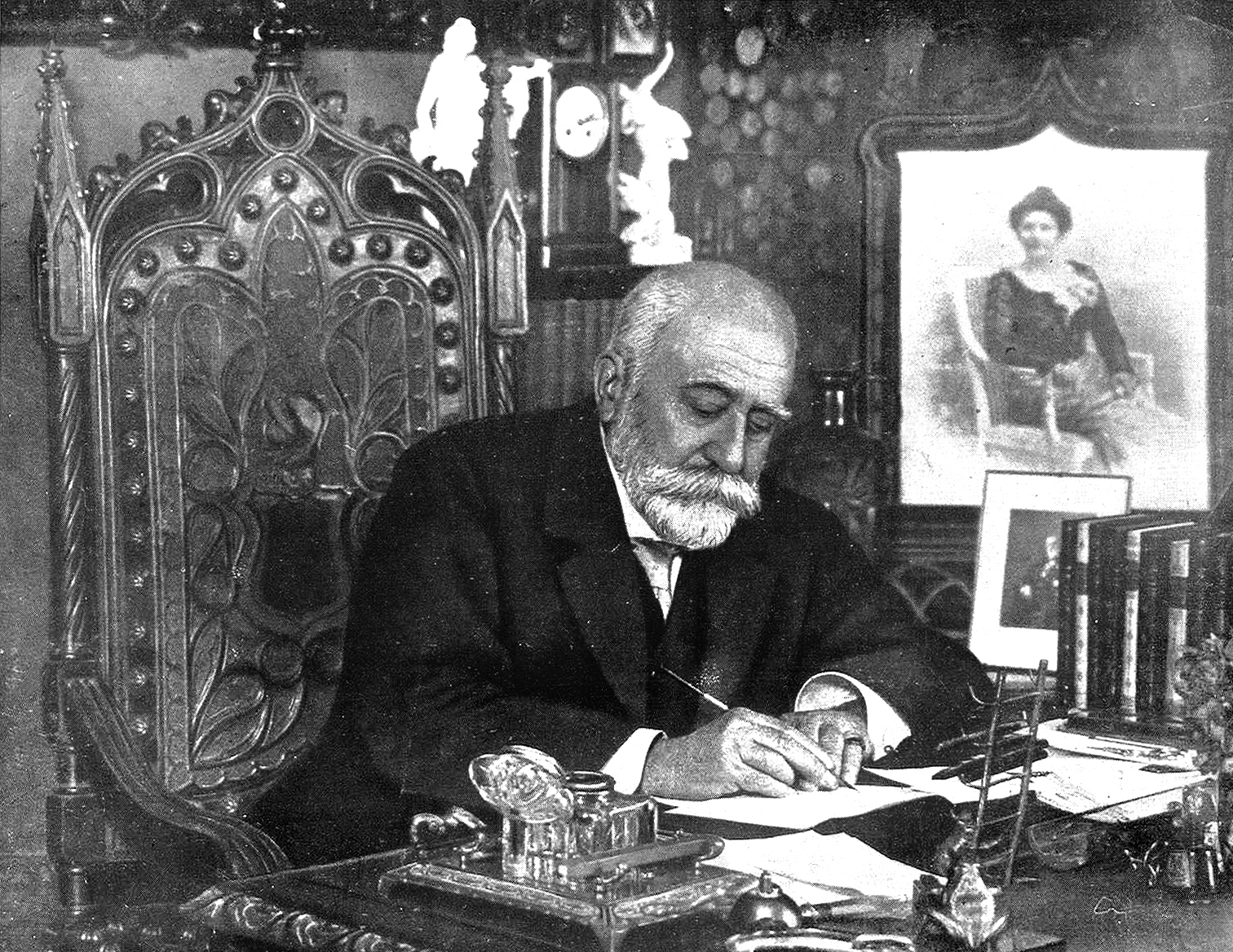
Manuel de Saralegui y Medina en su gabinete.

Manuel de Saralegui y Medina (Ferrol, 4 de junio de 1851-Madrid, 20 de agosto de 1926), fue un marino, filólogo e historiador español.

## Biografía
Capitán de Corbeta de la Armada Española (retirado), fue hijo del intendente de Marina Leandro de Saralegui y Fernández-Núñez (Ferrol, 1814-1893) y Josefina de Medina y Canals (Tuy, 1821-Ferrol, 1888), hija de Juan de Medina, coronel gobernador de Tuy, además de hermano del marino, historiador y académico Leandro de Saralegui y Medina, tío del marino y sociólogo Alfredo de Saralegui y Casellas y tío abuelo del historiador del arte y erudito Leandro de Saralegui y López-Castro.
En 1913, con motivo de sus trabajos lexicográficos, fue elegido académico de número de la Real Academia Española, silla j, de la cual tomó posesión el 31 de mayo de 1914 con el discurso titulado El desarrollo del léxico: neologismos, extranjerismos. Fue también correspondiente en Madrid de las Reales de la Historia (1904), Gallega (1910), cofundada por su hermano Leandro de Saralegui y Medina, y Sevillana de Buenas Letras (1916). Fue miembro de Real Sociedad Económica Matritense de Amigos del País y jefe de adquisiciones de la Compañía Arrendataria de Tabacos .

## Obras destacadas
- Los consejos del Quijote (1905). Madrid: Jaime Ratés Martín.
- Lo siento mucho: consideraciones y documentos relativos al famoso ingenio del hidalgo Blasco de Garay (1913). Madrid: Imp. Hijos de M. G. Hernández.
- Alonso de Santa Cruz: inventor de las cartas esféricas de navegación (1914). Madrid: Imp. Hijos de M. G. Hernández.
- Refranero español naútico y meteorológico (1917). Sevilla: Extramuros (2009).
- Los monumentos megalíticos en España (1918). Madrid: Imp. Hijos de M. G. Hernández.
- Escarceos filológicos. Colección de artículos publicados en varias revistas (1926-28). Madrid: Espasa-Calpe (4 v.).

## Honores y distinciones
- Gran Cruz de Isabel la Católica